# Auzay
Auzay korábbi község Franciaország Loire mente régiójában, Vendée megyében. 2017. január 1-jén Chaix korábbi községgel egyesült és az így létrejött Auchay-sur-Vendée új község része lett.
Lakosainak száma 672 fő (2018. január 1.). Auzay Chaix, Fontenay-le-Comte, Le Langon, Longèves, Petosse és Le Poiré-sur-Velluire községekkel határos.

## Népesség
A település népességének változása:
| Lakosok száma | 640  | 658  | 1158 | 678  | 672  |
|               | 2013 | 2015 | 2016 | 2017 | 2018 |